# Citizen Holdings
Die Citizen Holdings K.K. (jap. シチズンホールディングス株式会社, Shichizun Hōrudingusu Kabushiki kaisha) ist ein japanischer Hersteller im Bereich Mikrotechnologie. Die Citizen-Gruppe gliedert sich in die fünf Geschäftsfelder „Uhren“, „Elektronische Produkte“, „Geräte und Komponenten“, „Werkzeugmaschinen“ und „Andere Produkte und Dienstleistungen“. Sie beschäftigt weltweit ca. 16.000 Mitarbeiter. Der Sitz der Holdinggesellschaft liegt im japanischen Tokio.
Das Unternehmen ist an der Börse Tokio notiert. Größter Einzelaktionär war 2018 die The Master Trust Bank of Japan mit 11 % der Anteile.

## Geschichte
Die Citizen Watch K.K. wurde im Mai 1930 gegründet. 1964 gründete Citizen den Geschäftsbereich Büromaschinen. 1971 folgte der Geschäftsbereich Präzisionsmaschinen, 1981 der Geschäftsbereich Systemperipherie. 1989 errichtete die Firma ein Werk im britischen Scunthorpe, in dem Drucker für den europäischen Markt und den Nahen Osten gefertigt wurden. 1992 übernahm Citizen den im Jahr 1870 gegründeten deutschen Drehmaschinenhersteller Boley GmbH in Esslingen am Neckar bei Stuttgart.
Die Citizen Holdings K.K. entstand aus der Citizen Watch K.K. im Zuge der Umwandlung in eine reine Holdinggesellschaft im April 2007. Innerhalb der Citizen-Gruppe bestehen heute zahlreiche Tochtergesellschaften in Asien, Europa, Nord- und Südamerika sowie in Australien.

## Produkte
- CNC-Drehmaschinen
- Drucker
- Flüssigkristallbauteile
- IT-Equipment
- Leuchtdioden
- Medizintechnik
- Quarzoszillatoren
- Rechenmaschinen
- Schmuck
- Schwingquarze
- Sensoren
- Uhren